# Pingxiang (Guangxi)
Pingxiang (em chinês: 凭祥; romaniz.: Píngxiáng (pinyin)) é uma cidade administrativa da República Popular da China, localidade situada ao sul da Chongzuo, na Região Autónoma Zhuang de Quancim, na República Popular da China. Ocupa uma área total de 650 Km² dos quais 42 km² correspondem à cidade propriamente dita. As etnias presentes na cidade são Zhuang,Yao, Hui, Miao, Han e Dong. Segundo dados de 2010, Pingxiang possui 106.400 habitantes, 83.5% das pessoas que pertencem ao grupo étnico Zhuang.